# 阿拉瓦伊卡塔山
13°32′35″S 71°58′10″W / 13.54306°S 71.96944°W

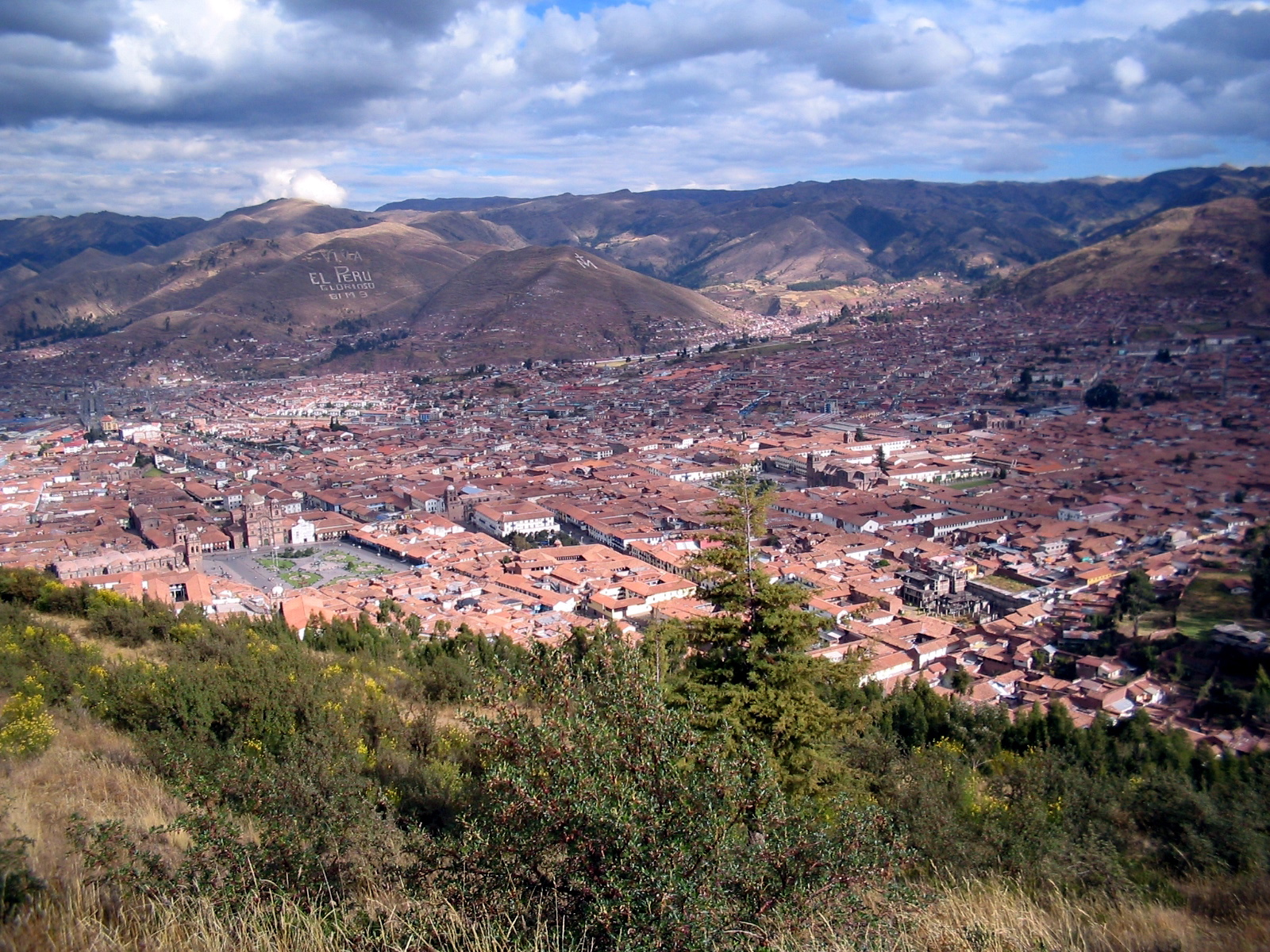

阿拉瓦伊卡塔山（Araway Qhata），是秘魯的山峰，位於該國南部庫斯科大區的庫斯科省，處於穆尤奧爾科山以西和庫斯科以南，屬於安第斯山脈的一部分。